# Federico Roca
Federico Roca (Montevideo, 16 de abril de 1974) es un escritor, dramaturgo, guionista, docente y músico uruguayo.

## Vida
Aunque nacido en Montevideo, capital de Uruguay, pasó toda su infancia y casi toda su adolescencia en la ciudad de Durazno, en el interior del país. En esa ciudad ingresó, a los 9 años de edad, al Conservatorio Municipal de Música, donde estudió piano, flauta dulce y violonchelo, y tuvo, en el liceo departamental y en el Pequeño Teatro de Durazno, sus primeros contactos con el Arte Escénico.
De vuelta en Montevideo al finalizar sus estudios secundarios, ingresó a la Facultad de Ciencias Sociales como alumno de la carrera de Sociología, y a la Escuela Municipal de Música, donde estudió flauta traversa, pasando luego a la Escuela Universitaria de Música, a la carrera de Dirección Orquestal. Al mismo tiempo tiene contacto con grupos de teatro independiente y comienza, a instancias de uno de estos grupos, a escribir teatro.
Ha estrenado obras de teatro en Uruguay y en el extranjero (Argentina, Brasil, Chile, Venezuela, EE. UU. y España, entre otros), y ha sido traducido a varios idiomas. 
Es coguionista, con Oscar Estévez, de la serie “Charly en el aire”, cuyas dos temporadas (2009-2010) fueron televisadas por Canal 4 Montecarlo, de Montevideo, y también de algunos capítulos de la serie “Adicciones”, al aire en Canal 12 (2011).
Fue columnista durante dos años (“Historias mínimas” 2005-2006) del portal Montevideo.com.
Es autor del libro para niños “El chou de los lagartos”, editado por Editorial Alfaguara.
Se ha desempeñado como profesor de Canto y Coordinador Pedagógico en la Escuela de Comedia Musical de Montevideo, dirigida por Luis Trochón, durante más de una década. En el 2016 fue premiado con el Premio Florencio, otorgado por ACTU (Asociación de Críticos Teatrales del Uruguay), por el texto de la obra "Día 16". Es coautor, junto a Oscar Estévez, del guion de la película "El sereno", protagonizada por Gastón Pauls.

## Carrera como Dramaturgo
- "La danza de Terpsícore"
- "Desterrados"
- "Quisiera quererte, querido"
- "Pequeña pieza psicopática"
- "Descaradas"
- "Mujeres en oferta"
- "La posteridad de las ratas"
- "Seis, todos somos culpables"
- "Tal vez tu sombra"
- "Día 16"
- "La bondad de los extraños"
- "Verónica Princesa" (Escrita en colaboración creativa con Alicia Dogliotti).
- "El mar"
- "Un hotel, un elefante y unos cuantos disparates"
- "Si te contara"
- "Mi vida toda"
- "Estocolmo"
- "Cuando nos volvamos a abrazar" (Escrita en colaboración creativa con Anselmo Hernández)
- "La desmesura"
- "Mujer al borde"
- "Yo en Laurencia"
- "Macramé"
- "Tragaluz"
- "Nunca Nadie Jamás"

## Premios
- 2008 Premio "Banda del Yy", a la trayectoria artística, otorgado por la Intendencia Municipal de Durazno.
- 2009 1er Premio del Concurso de Dramaturgia "Teatro en los peñascos", organizado por la Municipalidad de Tepejí del Río, México, por "Los psitácidos".
- 2016 Premio Florencio al mejor texto de autor nacional, otorgado por ACTU (Asociación de Críticos teatrales del Uruguay) por "Día 16".
- 2017 Premio de dramaturgia "Abniel Marat" al mejor texto en el Festival y Concurso Fuerza Fest de Nueva York por "SEIS, todos somos culpables".
- 2017 Premio Florencio al Teatro Infantil, al mejor texto de autor nacional por la obra "Verónica Princesa", escrita con Alicia Dogliotti.
- 2019 Premio de dramaturgia "Abniel Marat" al mejor texto del Festival y Concurso Fuerza Fest de Nueva York por "Buscando a Copi".
- 2024 1er Premio Iberoamericano "Federico García Lorca" contra la LGBTQfobia, otorgado por la Embajada de España, el Centro Cultural de España y la Intendencia de Montevideo en la categoría Poesía por el poema "La Plaga".
- 2024 Premio Florencio al mejor texto de autor nacional por la obra "Tragaluz".